# ليبيركورت
ليبيركورت (بالفرنسية: Libercourt)‏ هي بلدية تقع في إقليم باد كاليه من منطقة نور با دو كاليه في شمال فرنسا. تبلغ مساحة هذه المدينة 6.6 (كم²)، وترتفع عن سطح البحر 16 م، يبلغ عدد سكانها 8763 نسمة حسب إحصاء المعهد الوطني للإحصاء والدراسات الاقتصادية سنة 2009 م. وترأس Daniel Maciejasz البلدية خلال فترة (2008-2014).

## أعلام
- غيلوم بيغانسكي
- ليون غلوفاكي